# Sirintra Niyakorn
Sirintra Niyakorn (tiếng Thái Lan: ศิรินทรา นิยากร), sinh ngày 10 tháng 3 năm 1965, là một nữ ca sĩ người Thái Lan.

## Danh sách đĩa nhạc
- Rue wa Khao Lok (รู้ว่าเขาหลอก)
- Ja Kor Koe Rib Kor (จะขอก็รีบขอ)
- Tha Paeng Roe (ทาแป้งรอ)
- Yak Fang Sam (อยากฟังซ้ำ)
- Nue Kham Saban (เหนือคำสาบาน)
- Khoy Phee (คอยพี่)